# ورزشگاه سنتناریو
ورزشگاه سنتناریو (اسپانیایی: Estadio Centenario‎) یک ورزشگاه فوتبال در مونته‌ویدئو، اروگوئه است.
این ورزشگاه که در سال ۱۹۳۰ تأسیس شده دارای ۶۰٫۲۳۵ نفر ظرفیت می‌باشد و ورزشگاه فینال جام جهانی فوتبال ۱۹۳۰ بوده است. سنتناریو ورزشگاه خانگی تیم ملی فوتبال اروگوئه محسوب می‌شود.

## نگارخانه

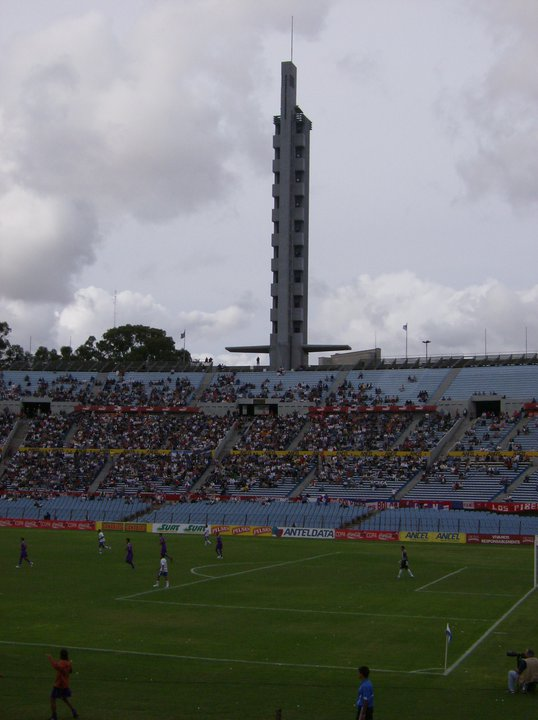
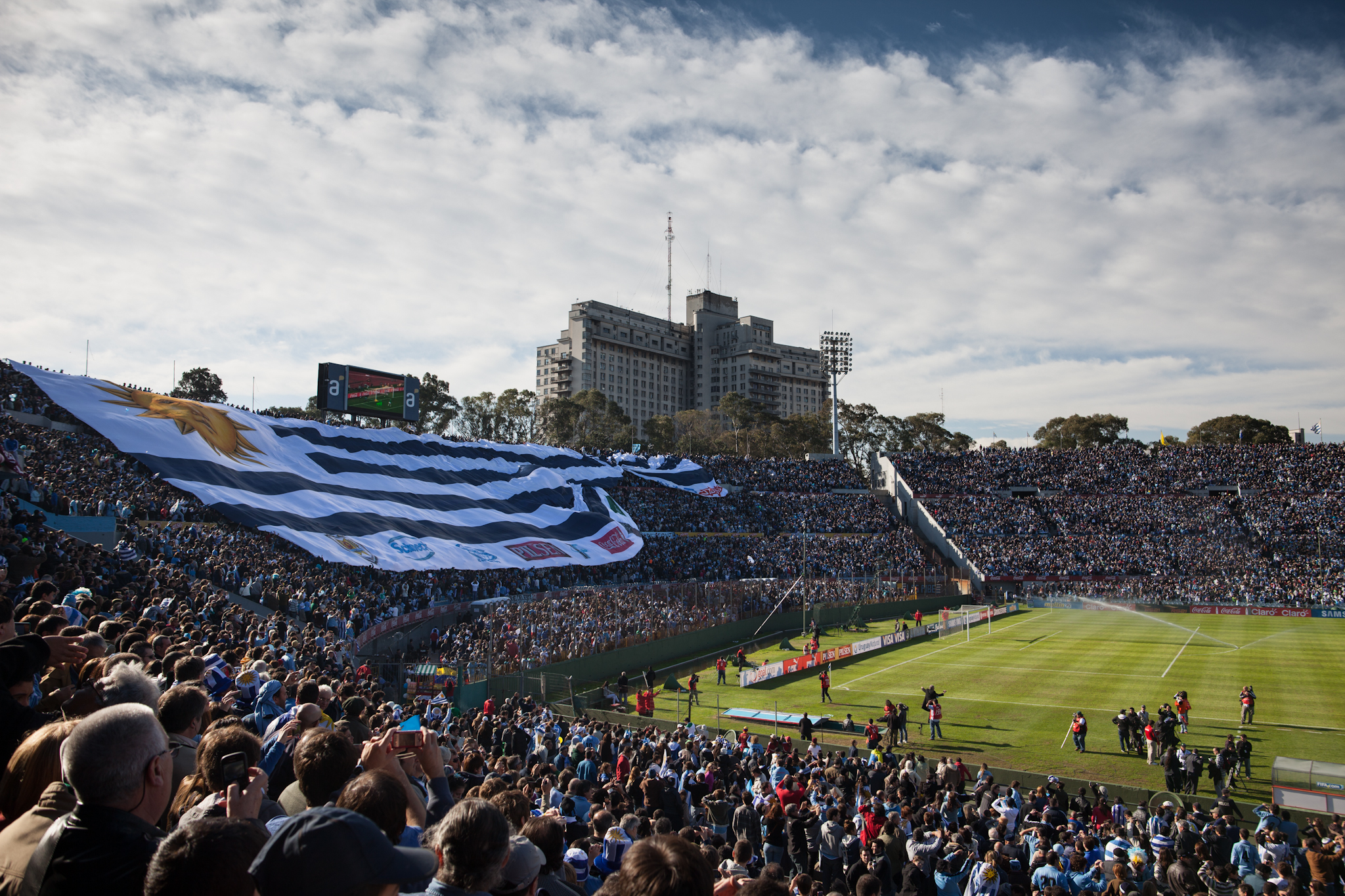
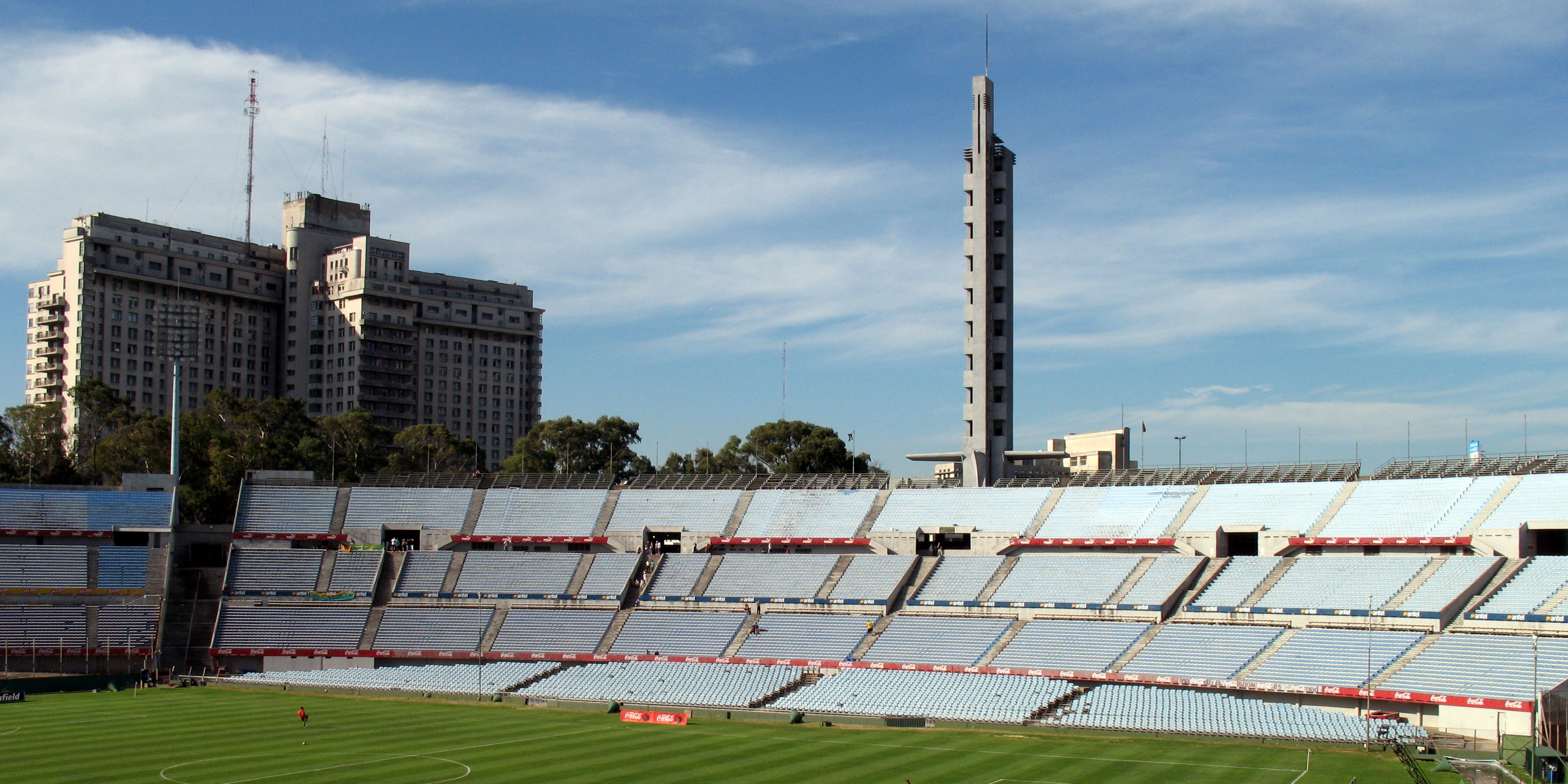

Estadio Centenario. Panorama from Olympic tribune.